# Werner Lichtner-Aix

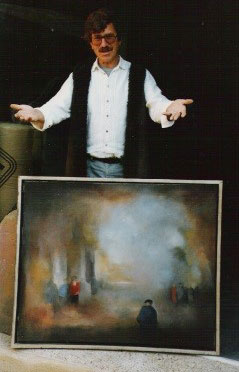
Werner Lichtner-Aix in seinem Atelier in Sérignan-du-Comtat

Werner Lichtner-Aix (* 24. Juli 1939 in Berlin; † 10. August 1987 in München) war ein deutscher Maler und Graphiker.
Der Namenszusatz "Aix" steht für die "apollinische Landschaft: Landschaft, allen Beiwerks entkleidet, blossgelegt in ihren Wesenskern, strahlend in Farbe". In seinen Bildern wird "das Ursprüngliche der Erde, das vom Menschen Berührte, und das kosmische Unantastbare, durch perfekte Anwendung von Farbe und Licht, zu einer harmonisierenden Poesie der Einheit".

## Leben
Werner Lichtner wuchs in Ost-Berlin auf. Die äußeren Umstände ließen seine Wunschausbildung in der Malerei nicht zu. Lichtner wurde Ingenieur und bildete sich autodidaktisch in der Malerei und Graphik aus. 1961 flüchtete Lichtner von Ost- nach West-Berlin, um dort sein Entwicklungsingenieurstudium weiterzuführen. Vier Jahre später erfolgte die Übersiedelung nach München und die Aufnahme seiner Tätigkeit als Ingenieur bei Siemens.
1967 entschloss er sich zur freien Malerei und gab in der Folge seine Anstellung als Ingenieur bei Siemens auf. 1968 heiratete er Monika Ostrop. 1970 verkaufte ihm die Gemeinde Sérignan-du-Comtat im Département Vaucluse für einen Franc die Ruinen eines mittelalterlichen Hauses, das er mit seiner Frau in den darauffolgenden Jahren ausbaute. Von nun an verbrachte er mit seiner Familie den Großteil des Jahres in der Provence. 1981 Wiederaufnahme der Bautätigkeit in Sérignan. Nach den Vorstellungen vom „idealen, sensationslosen Licht“ konstruierte Lichtner-Aix ein Atelierhaus.
1986 erkrankte Werner Lichtner-Aix schwer, am 10. August 1987 starb er in seinem Münchener Atelier. In seinem Atelier in Sérignan-du-Comtat fand er seine letzte Ruhestätte.

## Werk

### Die 1960er Jahre
Anlässlich einer Paris-Reise Anfang der 1960er Jahre sah er die Malerei der Fauves, einer Gruppe von Protestmalern um Henri Matisse. Er war begeistert, und die „Wilden“ bestimmten in den folgenden Jahren seine Farben.
Seine erste Reise in die Provence unternahm Lichtner-Aix 1965. Dazu notierte er:

„Und ich spürte, dass ich hier das finden würde, was ich in mir hatte, eine Affinität zu den Farben der Landschaft.“

Das Fest der Zigeuner in Les Saintes Maries de la Mer beeindruckte ihn tief, vor allem die intensive Art des Feste-Feierns, des Sichauslebens und der intensive Naturbezug der Zigeuner im Rahmen einer in sich geschlossenen, bergenden Gemeinschaft. In unmittelbarer Auswirkung dieses Erlebnisses nahm Lichtner-Aix 1965 den Beinamen „Aix“ an. Ab jetzt wurden seine Bilder nicht mehr mit Lichtner, sondern mit dem Künstlernamen „Aix“ signiert. Es entstanden die Bildfolgen, Zigeunerfest, Camargue-Bilder und die Hellen Bilder. Ende der 1960er Jahre entstand das lithographische Mappen-Werk Côte d’Azur.

### Die 1970er Jahre
Von 1970 an verbrachte Lichtner-Aix den Großteil des Jahres in der Provence, in Sérignan-du-Comtat. Neben dem Ausbau seines Ateliers entdeckte der Künstler die provenzalische Landschaft. Hauptanliegen war von nun an die Landschaft und der Mensch, der Mensch als Teil der Natur. Das Anekdotische des „Reisenden“, wie die Typen auf dem Bouleplatz oder die Szenen seiner Côte-d’Azur-Landschaften, trat langsam in den Hintergrund. Die Szenen wurden versachlicht, verallgemeinert, wurden Ausdruck seiner Philosophie durch die reine Farbe. Die Collinen von Sérignan, die Plan de Dieu, eine Ebene vom Mont Ventoux bis hin nach Orange, waren immer wiederkehrende Motive. Graphisch arbeitete der Künstler bis 1976 vornehmlich in der Lithographie. Seine neue Farbigkeit war für diese Technik ungeeignet. Er begann zu radieren. Dazu schrieb der Kunsthistoriker Rainer Beck:

„Die malerische Wirkung, die er mit ihr erzielt, ist aussergewöhnlich und stellt ihn in die erste Reihe unserer zeitgenössischen Radierer.“

1976 veränderte sich der Malstil von Lichtner-Aix. Bilder der Ruhe entstanden [Wolkenbilder]. Die Farben wurden differenzierter. Sein persönlich geformtes Lichtempfinden, seine sichere Farbbehandlung ließen einfühlsame Landschaftsbilder entstehen, die eine idealistische Auffassung der Natur wiedergaben. Himmel, Erde, Licht und Wind sind das Elementare seiner Bilder. Der Mensch erscheint darin als Teil der Natur.
Im Kunstverlag Weingarten erschien 1979 das Buch La cuisine provençale seiner Frau Monique, zu denen er Zeichnungen anfertigte.

### Die 1980er Jahre
Mit der zunehmenden Vereinfachung der Bilder, ihrer Konzentration auf Licht und Farbe, schufen sie zunehmend ihren Reichtum aus einem überstrahlenden, allgegenwärtigen Licht.
Dazu Lichtner-Aix:

„Ich bin fasziniert vom Licht. Das Licht ist dort am interessantesten, wo seine Modulation oder Brechung am differenziertesten, nuanciertesten ist- unter Bäumen. Eigentlich statische Elemente, wie Platanen oder Hauswände, erfahren durch das ständig verändernde Licht eine verhaltene Dynamik. Und da sich die Bewegung der Figuren und Personen auch in dieser verzögerten Bewegung befinden, ergibt dies einen Gleichklang der Elemente-Harmonie. Es kommt mir also nicht so sehr darauf an, Typen, Physiognomie darzustellen, sie sind für mich vor allem Träger des Lichts.“

1982 bebilderte Lichtner-Aix das zweite Buch seiner Frau Knoblauch, Kräuter und Oliven, das ebenfalls im Kunstverlag Weingarten erschien.
1983 und 1984 unternahm Lichtner-Aix mit französischen Radveteranen eine Reise mit dem Fahrrad durch Marokko. Die absolute abgeschlossene Einsamkeit der Wüste und deren Farbigkeit wurde für ihn zum Erlebnis. Ein Jahr nach der letzten Marokko-Reise durchfuhr Lichtner-Aix, wieder mit dem Fahrrad, den Sinai.
Dazu Lichtner-Aix:

„Ich konnte in aller Purität die Ursprungsfarben der Erde - in der Bewegung - erleben.“

Beschreibungen dieser Landschaften führte er auf einem 12 × 16 cm großen Skizzenblock aus, benutzte teilweise den Wüstensand als Malmittel. In der Folge entstanden im Atelier großformatige Pigmentzeichnungen, Ölgemälde, Aquarelle und die Radierfolge Sinai.
1987 starb Werner Lichtner-Aix.
Rainer Beck sagte anlässlich der Trauerfeier:

„Sein Werk zeigt trotz seines frühen Todes eine ungewöhnliche Geschlossenheit. Er hat in seiner Kunst zu einer strahlenden Mitte gefunden, die am Ende seines Lebens in den Sinai-Blättern einen Höhepunkt erlangt: Zu größter elementarer Einfachheit zurückgeführt, strahlt die Landschaft in einer Harmonie überirdischen Lichts. Wie selbstverständlich wird der Mensch dieser Harmonie teilhaftig und gelangt zum Einssein mit den Elementen. Seine Kunst sucht immer das Reine und Unberührte einer Landschaft oder Lebenssituation, ihre vom Menschen unberührte Idee.“

Das Werk von Werner Lichtner-Aix wird durch annähernd 200 Einzelausstellungen und zahlreiche Veröffentlichungen, u. a. ein Film Der Maler Lichtner-Aix von Udo Philipp im Zweiten Deutschen Fernsehen, international bekannt. Er hinterlässt ein umfassendes Gesamtwerk von Ölgemälden, Zeichnungen, Aquarellen, Gouache, Collagen, unzähligen Skizzenbüchern, Skulpturen und 261 druckgraphische Arbeiten.
Anlässlich des fünfzigsten Geburtstages im Juli 1989 eröffnete die Familie des Künstlers in seinem Atelierhaus in Sérignan-du-Comtat ein Museum, das den Freunden seiner Kunst offensteht.

## Werke
- Handzeichnungen, Radierungen und Malerei. Edition Literat, Genf/Köln 1985, ISBN 3-925330-00-3.
- Lichtner-Aix. Malerei und Graphik. Einführung Rainer Beck. Kunstverlag Weingarten, 1983, ISBN 3-921617-77-4.
- Sinai. Farben einer Landschaft, Landschaft der Farbe. Kunstverlag Weingarten, 1986, ISBN 3-8170-2007-4.
- Lichtner-Aix, Arbeiten der letzten Jahre. Kunstverlag Weingarten, 1988, ISBN 3-8170-2013-9.
- Werner Lichtner-Aix. Verlag Wittemann, München 1975, DNB 760458944.
- Monique Lichtner: La cuisine provencale. Mit Bildern von Werner Lichtner-Aix. Kunstverlag Weingarten, 1979, ISBN 3-8170-0001-4.
- Monique Lichtner: Knoblauch, Kräuter und Oliven. Mit Bildern von Werner Lichtner-Aix. Kunstverlag Weingarten, 1982, ISBN 3-921617-66-9.